# 荃灣屠房
荃灣屠房有限公司（英語：Tsuen Wan Slaughterhouse）是香港一所私營的屠房，位於新界葵青區永順街，於1983年開始啟用。雖名為荃灣屠房，但因所在位置在德士古道以南，所以屬於葵青區範圍。荃灣屠房佔地1公頃，其持有的牌照准許每日屠宰量為3,000頭活豬。

## 歷史

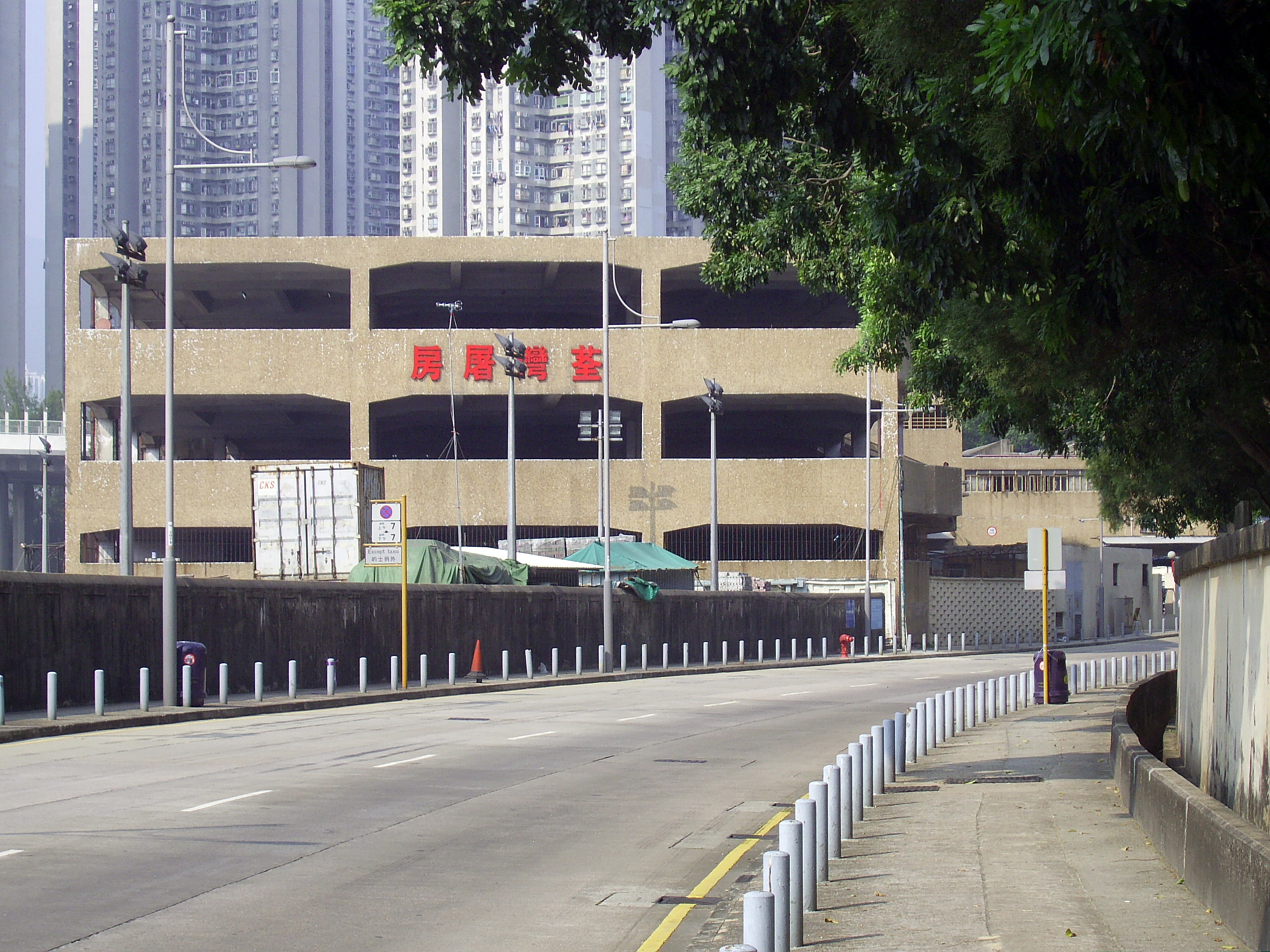
荃灣屠房

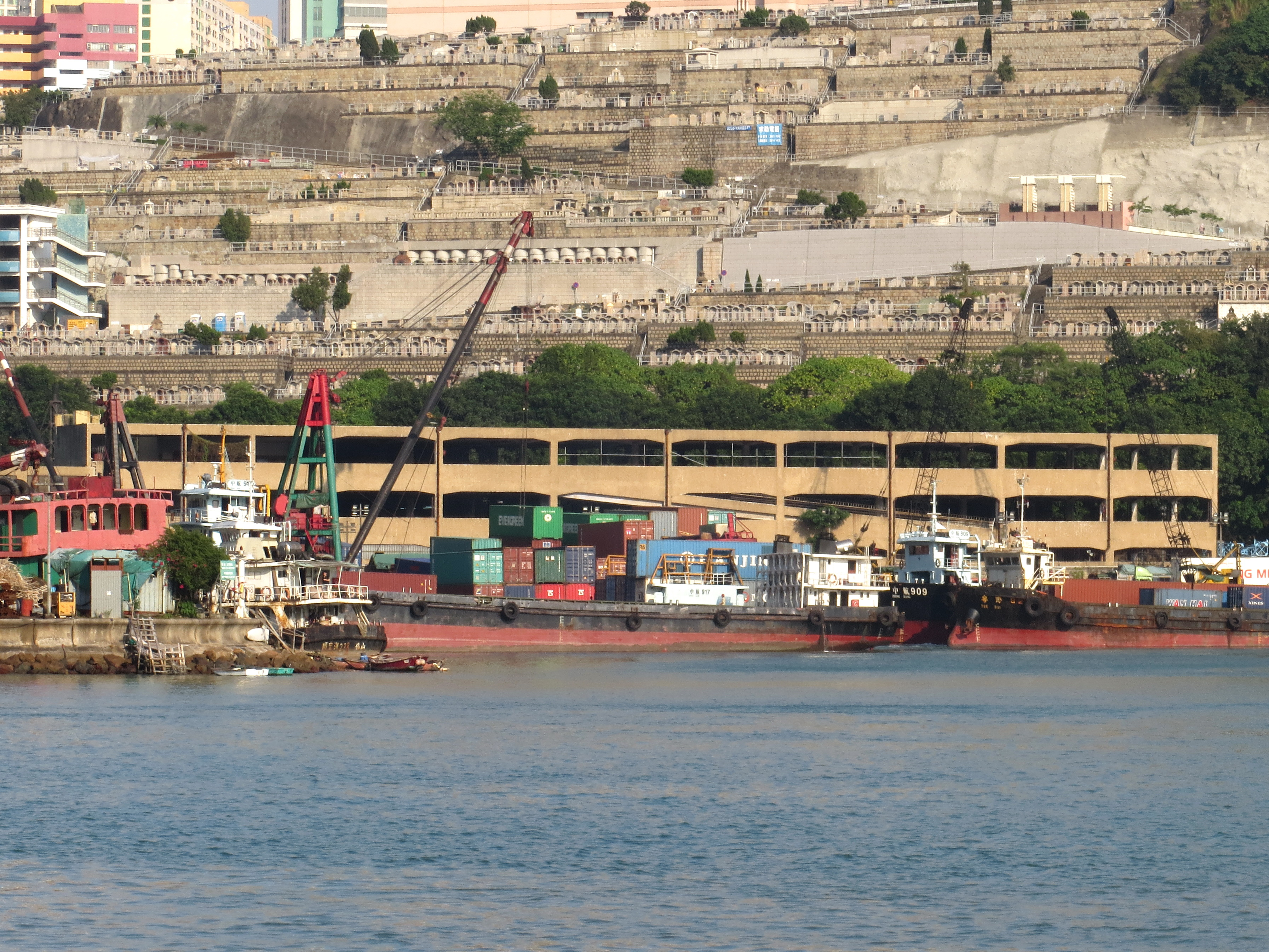
荃灣屠房，前方為藍巴勒海峽避風塘，後方為荃灣華人永遠墳場。

1979年香港政府以特殊用途契約的方式，將一幅土地批予由一間五豐行投資持股量少於30%之荃灣屠房有限公司（Tsuen Wan Slaughter House Limited）營辦荃灣屠房。這幅土地面積為1公頃，共建有兩座大樓，分別為牲口欄及屠宰場，並設有污水預先處理設施，屠房西面臨海整個範圍為藍巴勒海峽避風塘，東臨荃灣華人永遠墳場，北靠加德士油庫，遠離民居，於1983年開放啟用，每日屠宰豬隻約2,100隻，佔香港約32%鮮肉消耗量。其後，政府把契約年期延長至2047年6月30日，該契約並無條款授權政府當局提早終止契約，如政府當局在契約期滿前，以土地須用作其他公共用途為理由收地，經營者可根據有關條例獲得法定賠償。
1993年2月五豐行基於商業因素向市政總署提出計劃集中在荃灣屠房處理燒種豬的交易和屠宰工作，此舉使長沙灣屠場每日屠豬量減少1,000頭。

## 環境滋擾

### 背景
荃灣屠房於1983年啟用，同年7月，城市規劃委員會批准屠房北面油庫所在地重新劃作住宅發展之用，由新世界發展建成海濱花園。兩者最接近距離僅120米，按香港城市規劃指引，屠房與住宅的緩衝距離最少應保持200-300米；荃灣屠房於每晚8時至午夜屠宰生豬，其臭味及噪音傳至荃灣海濱花園，令居民難以入睡，而荃灣路及青荃路交界由於空氣不流通，加上有大量運豬車輛駛經及豬隻在屠房中的臭味在該處積聚，故此臭氣薰天，直至深夜仍然未散。自海濱花園於1989年入伙後，居民不斷投訴屠房的運作產生難聞氣味和噪音，並要求屠房盡早搬遷。根據行政局在1991年通過的都會計劃選定策略，荃灣屠房被列為「選址不當的政府、團體或社區設備及公用設施」，長遠來說應予搬遷，當局曾分別在1988年及1995年試圖遷移荃灣屠房，但兩次計劃均告吹。
審計署署長在2001年3月發表的第三十六號報告書提到由上水屠房集中處理屠宰牲口工作的可行性，但當局解釋有需要保留荃灣屠房作為另一間屠房，以應付未能預見的情況。荃灣區議會委託顧問進行《荃灣屠房之環境影響、環境改善及實體處置問題研究》，於2002年5月完成研究，發現荃灣屠房設施已過時，政府長遠應考慮搬遷荃灣屠房，並把屠場改建為政府部門總部大樓。

### 消減措施
食物環境衛生署和環境保護署一直密切留意荃灣屠房運作時產生氣味及噪音的投訴，但調查顯示，屠房發出的氣味及噪音均沒有超出《空氣污染管制條例》（第311章）及《噪音管制條例》（第400章）所規定的上限。
雖然荃灣屠房發出的噪音和氣味沒有超出法定上限，但由於海濱花園居民的關注，屠房的管理層實施消減噪音及氣味的措施，包括：
1. 由內地入口生豬在運往屠房前，先在上水屠房進行沖洗；
2. 豬隻運抵屠房後15分鐘內用水沖洗，以減低發出的氣味；
3. 每次卸下豬隻後，徹底清洗生豬接收處；
4. 每日徹底清洗所有豬欄至少8次；
5. 每更工作後，立刻清洗屠宰大堂、發貨台及廢物貯存區；
6. 遮蓋面向海濱花園的大部分通風口以減低傳出的噪音及氣味；
7. 屠宰時關閉所有面向海濱花園的窗戶；及
8. 運載豬隻的車輛須繞道而行，避免駛經海濱花園。

2001年荃灣屠房的管理層根據環保署及食環署的意見採取了更多改善措施，包括：
1. 在豬欄面向海濱花園一面的選定空間，加裝窗戶；
2. 使用漂白粉清洗屠房消減氣味；
3. 委託顧問公司為污水設施提供維修及保養服務；及
4. 安裝以腳踏操控的沖水系統清洗豬隻屠體減少污水量。

由於荃灣屠房採用「開放式」設計，無法像上水屠房般加裝臭味控制設施，但以上的改善措施已有效控制荃灣屠房運作時所產生的滋擾。

## 鄰近
- 海濱花園
- 荃灣華人永遠墳場
- 葵涌公眾殮房
- 香港賽馬會國際小輪車場

## 外部連結
- 提供用作鮮肉供應的屠房設施 （页面存档备份，存于）
- 立法會CB(2)1749/06-07(03)號文件：荃灣屠房造成的滋擾 （页面存档备份，存于）

22°21′34″N 114°06′51″E / 22.3595°N 114.1141°E